# Сырымбет (Жетысуская область)
Сырымбет (каз. Сырымбет, до 2000 г. — Тельман) — аул в Ескельдинском районе Жетысуской области Казахстана. Административный центр и единственный населённый пункт Сырымбетовского сельского округа. Находится примерно в 16 км к востоку от посёлка Карабулак. Код КАТО — 196453100.

## Население
В 1989 году население села составляло 1952 человека. Национальный состав: немцы — 64 %, казахи — 22 %.
В 1999 году население аула составляло 1921 человек (959 мужчин и 962 женщины). По данным переписи 2009 года в ауле проживало 2059 человек (1075 мужчин и 984 женщины).